# Cylindromyia bimacula
Cylindromyia bimacula là một loài ruồi trong họ Tachinidae.